# Karl Rohn
Karl Rohn   (Schwanheim, 28 de gener de 1855 - Leipzig, 4 d'agost de 1920) va ser un matemàtic alemany, especialitzat en geometria.

## Vida i Obra
Rohn va fer els estudis secundaris al Bensheim Gymnasium i va començar els seus estudis d'enginyeria als 17 anys a la Universitat Tècnica de Darmstadt, on va rebre la influència d'Alexander von Brill. El 1874 va estudiar un any a la universitat de Leipzig i a partir de l'any següent a la de Múnic, en la qual va obtenir el doctorat el 1878, sota la direcció de Felix Klein. També en aquesta època va col·laborar dissenyant diferents models de superfícies de Kummer, tasca que supervisaven Klein i Brill. L'any següent publica al Mathematische Annalen el seu primer article important sobre el tema: Transformation der hyperelliptischen Functionen p=2 und ihre Bedeutung für die Kummer'sche Fläche (La transformació de les funcions hiperel·líptiques p=2 i el seu significat a la superfície de Kummer).
Quan Klein va traslladar-se a la universitat de Leipzig l'any següent, va cridar Rohn perquè hi anés amb ell; així, Rohn va obtenir l'habilitació docent a la universitat de Leipzig, en la qual va ser professor adjunt de geometria els següents cinc anys.
El 1884 va ser nomenat professor extraordinary, però pocs anys després, el 1887, va ser nomenat professor titular de la universitat tècnica de Dresden, on va substituir el malalt Axel Harnack. En aquesta època de Dresden, Rohn va escriure juntament amb Erwin Papperitz el molt popular llibre de text [Lehrbuch Der Darstellenden Geometrie Lehrbuch Der Darstellenden Geometrie (Lliçons de geometria descriptiva)], en tres volums (1893-1896, quarta edició 1913-1916).
El 1904 fou nomenat professor de Matemàtica Pura i Aplicada a la Universitat de Leipzig. Un any més tard es va convertir en director de l'Institut de Matemàtiques. El 1911 va publicar tres articles que pretenien resoldre el setzè problema de Hilbert i durant un temps es va donar crèdit a la seva solució que, finalment, es va demostrar incorrecta.

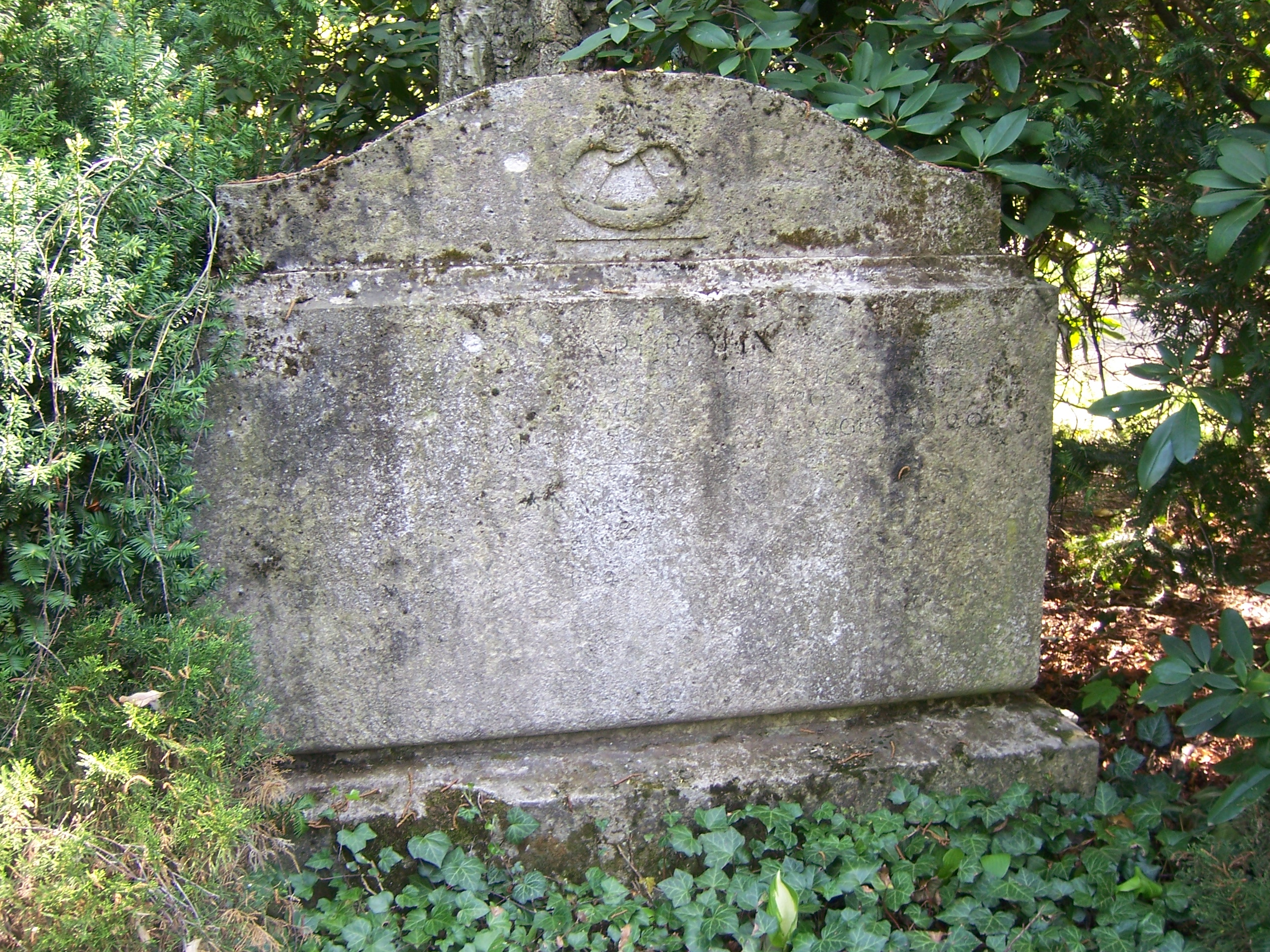
Sepultura de Karl Rohn al cementiri del Sud de Leipzig.

Karl Rohn va romandre a Leipzig fins a la seva mort el 1920. És l'inventor del cercle el·líptic i avui dia és recordat com un gran geòmetra.